# Palma
Palma, auch Ciutat (de Mallorca), vormals Palma de Mallorca, ist eine Gemeinde (municipio) und der Hauptort der spanischen Mittelmeerinsel Mallorca. Die Stadt ist Sitz der Regierung der autonomen Gemeinschaft der Balearen, Bischofssitz und Sitz einer Universität.
Palma ist das Versorgungszentrum der Balearen, wo sich der größte Hafen, der größte Flughafen und die meisten Infrastruktureinrichtungen befinden. Darüber hinaus ist die Stadt stark touristisch frequentiert.

## Geografie
Palma erstreckt sich entlang der Bucht von Palma an der Küste des Mittelmeeres im Westen der Insel. Die Agglomeration der Stadt ist etwa 30 Kilometer lang und erstreckt sich entlang der Küste von Magaluf im Westen bis nach S’Arenal im Osten. Hier leben mit etwa 500.000 Einwohnern mehr als die Hälfte der Einwohner Mallorcas.
Nordwestlich der Stadt liegt die Serra de Tramuntana und nordöstlich einige kleinere Hügelketten, die Palma von der zentralen Ebene Mallorcas trennen. Nach Osten erstreckt sich an der Küste der Sandstrand Platja de Palma über etwa zehn Kilometer nach S’Arenal. Westlich liegt die Bucht Cala Major.
Das Zentrum der Stadt bildet die historische Altstadt innerhalb der 1902 abgebrochenen Stadtbefestigung, deren Verlauf heute von der städtischen Ringstraße nachgezogen wird. Es folgt ein etwa ein bis zwei Kilometer breiter Gürtel dichter städtischer Bebauung, der unter anderem den im Südwesten gelegenen Hafen umfasst und vom Autobahnring umschlossen wird. Außerhalb des Autobahnrings (Ma-20) liegen die Vororte und Gewerbegebiete, die teils eingemeindet sind und teils eigene Gemeinden wie beispielsweise Marratxí bilden.
Zusätzlich gehört die südlich von Mallorca gelegene Insel Cabrera administrativ zur Gemeinde Palma.

### Stadtgliederung

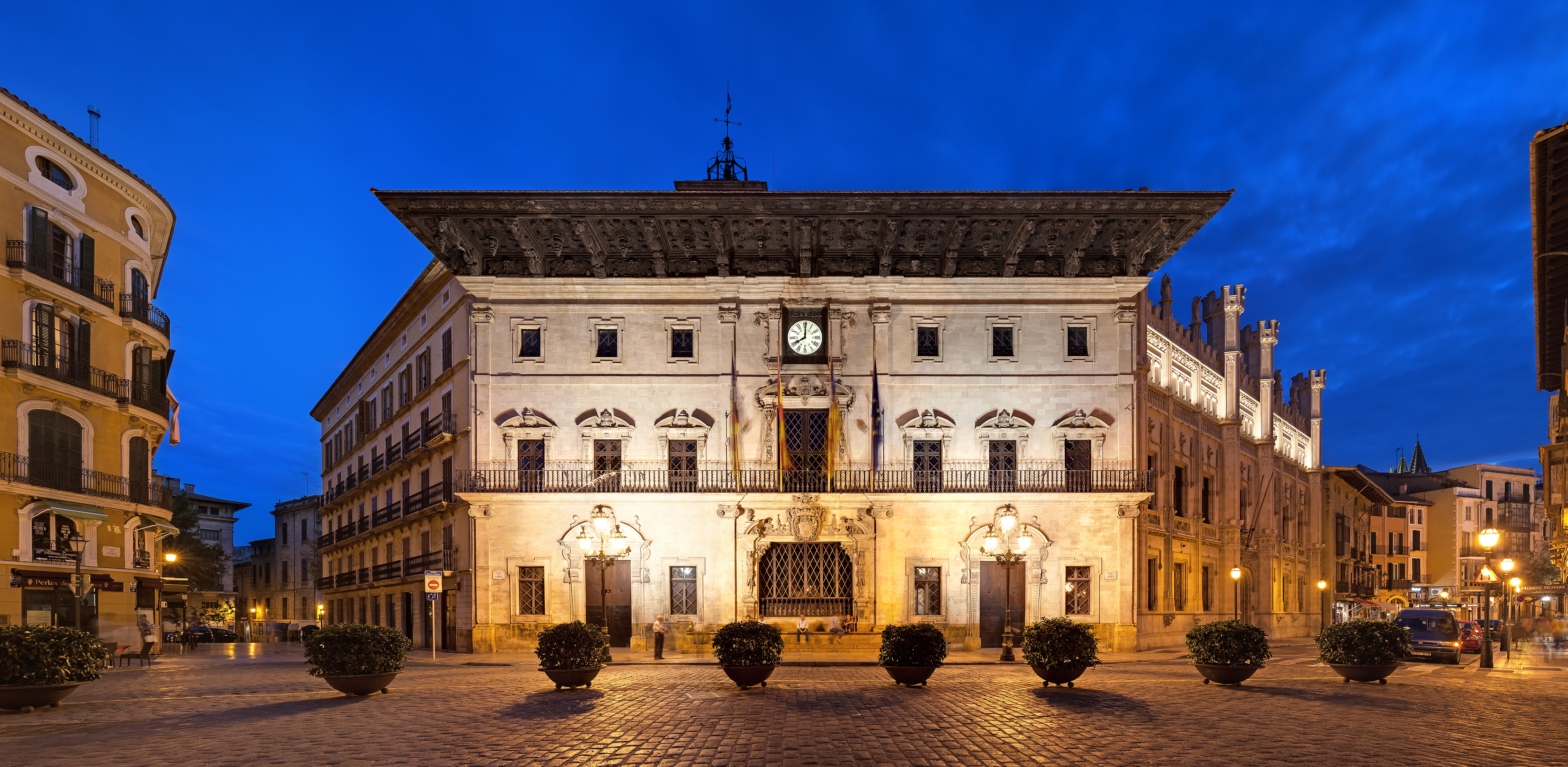
Das Rathaus von Palma

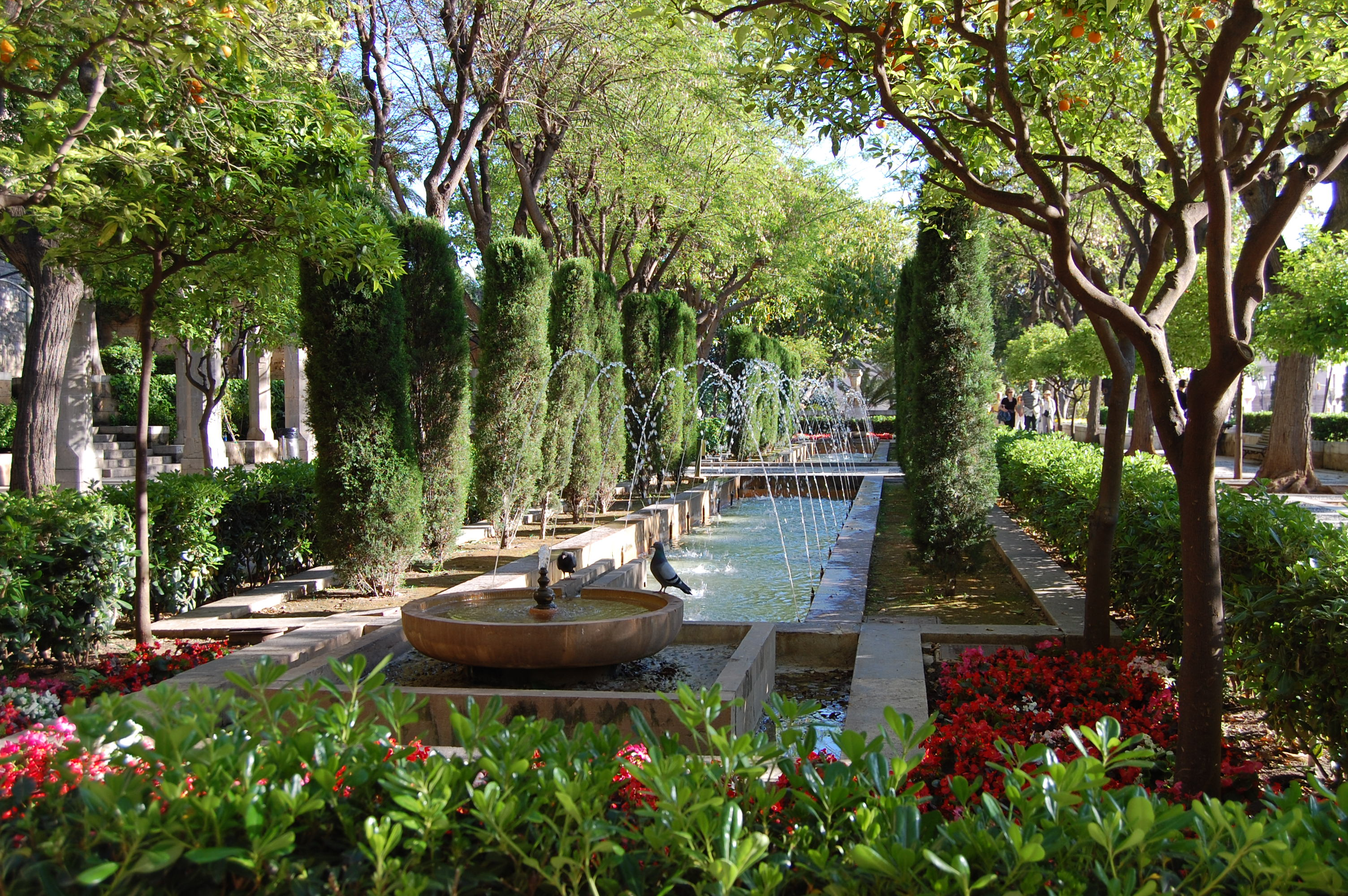
Gartenanlage im Zentrum Palmas

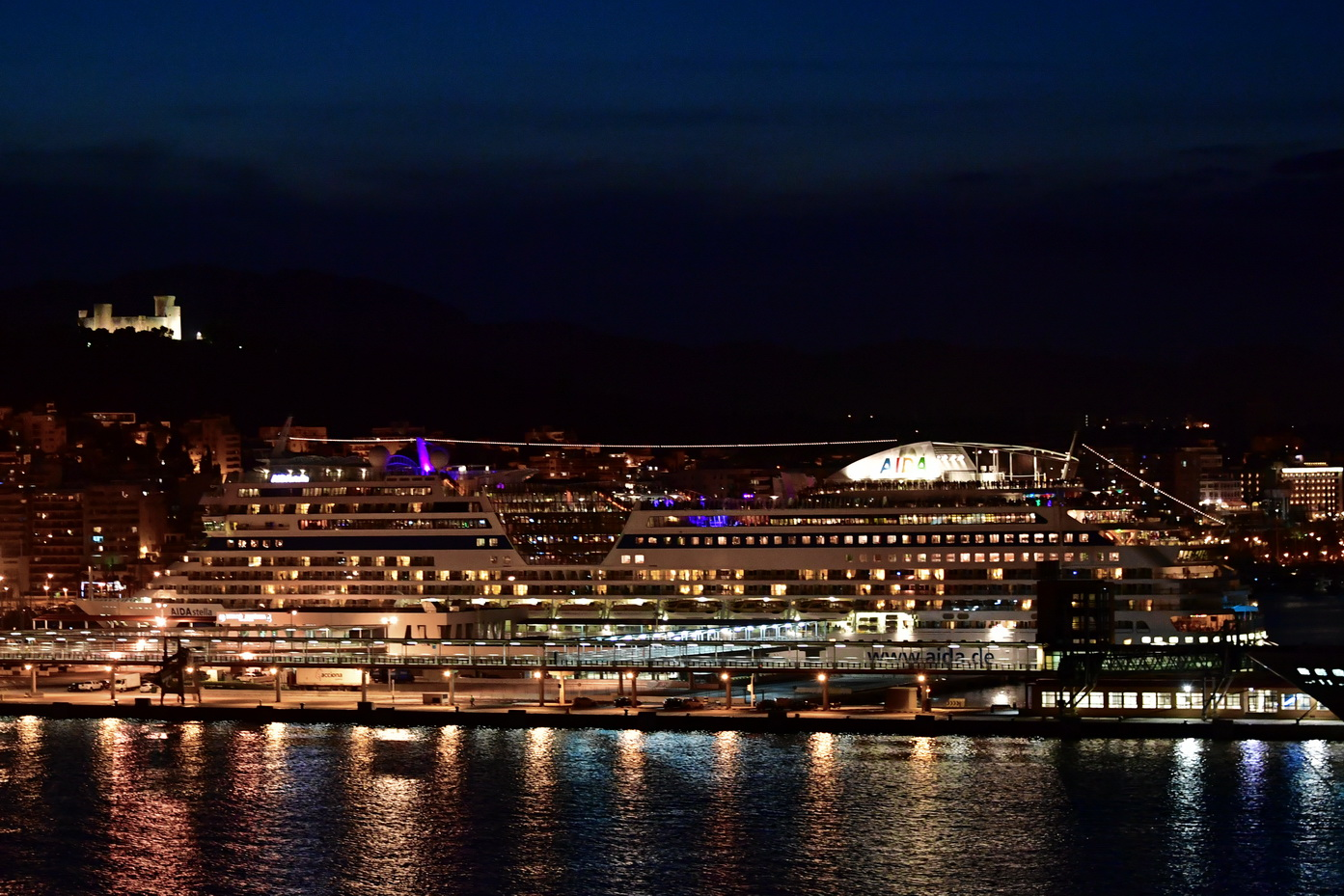
Seesicht bei Nacht

Neben der Kernstadt Palma liegen innerhalb der Gemeinde noch etwa 30 andere Ortschaften unterschiedlicher Größe. Zur Stadt gehören folgende Orte und Ortsteile:
| - Can Pastilla (5133 / 5175 Einwohner) - Es Coll de’n Rabassa (10.208 / 10.273 Einwohner) - Es Pil·lari (859 / 1218 Einwohner) - Es Secar de la Real (2998 / 5011 Einwohner) - Can Moreno (keine Einwohner) - Son Serra Perera (742 Einwohner) - Establiments Vell (1266 / 2852 Einwohner) - Establiments Nou (158 Einwohner) - Son Espanyol (621 Einwohner) - Gènova (3412 / 3689 Einwohner) - Palma (298.776 / 299.078 Einwohner) - Platja de Palma ( – / 11.040 Einwohner) - Las Maravillas (4179 Einwohner) - S’Arenal (6257 Einwohner) - Ses Cadenes (342 Einwohner) - Sa Casa Blanca (130 / 1214 Einwohner) - El Pinaret (94 Einwohner) | - Sa Creu Vermella ( – / 8383 Einwohner) - El Turo (255 Einwohner) - L’Hostalot (464 Einwohner) - Son Ferriol (6169 Einwohner) - Son Riera (371 Einwohner) - Sa Indioteria (3387 / 4946 Einwohner) - Poligon Industrial de Son Castel (66 Einwohner) - Sant Agustí (14.530 / 14.554 Einwohner) - Sant Jordi (2147 / 2466 Einwohner) - Son Gual (200 Einwohner) - S’Aranjassa (463 / 909 Einwohner) - Sa Vileta – Son Rapinya (17.341 / 22.902 Einwohner) - Poligon Industrial de Can Valero (33 Einwohner) - Son Roca – Son Ximelis (4532 Einwohner) - Son Vida (435 Einwohner) - Son Cladera (6841 Einwohner) - Son Sant Joan (129 / 129 Einwohner) - Son Sardina (1591 / 2731 Einwohner) - La Garriga (383 Einwohner) - Son Besso (210 Einwohner) |

Die Einwohnerzahlen in Klammern stammen vom 1. Januar 2008. Die erste Zahl gibt dabei die Einwohner der geschlossenen Ortschaften an, die zweite Zahl die Einwohner der Orte einschließlich der hinzuzurechnenden „verstreut“ lebenden Bevölkerung außerhalb der eigentlichen Siedlungen. (Quelle: INE)
Die kommunale Gliederung umfasst fünf Distrikte, unabhängig davon sieben barriadas, sowie auf der untersten Ebene 89 Einheiten (85 barris und vier sonstige Zonen).

### Klima
|                        | Jan  | Feb  | Mär  | Apr  | Mai  | Jun  | Jul  | Aug  | Sep  | Okt  | Nov  | Dez  |   |      |
| Mittl. Temperatur (°C) | 11,9 | 11,9 | 13,4 | 15,5 | 18,8 | 22,7 | 25,7 | 26,2 | 23,5 | 20,2 | 15,8 | 13,1 | ⌀ | 18,3 |
| Mittl. Tagesmax. (°C)  | 15,4 | 15,5 | 17,2 | 19,2 | 22,5 | 26,5 | 29,4 | 29,8 | 27,1 | 23,7 | 19,3 | 16,5 | ⌀ | 21,9 |
| Mittl. Tagesmin. (°C)  | 8,3  | 8,4  | 9,6  | 11,7 | 15,1 | 18,9 | 21,9 | 22,5 | 19,9 | 16,6 | 12,3 | 9,7  | ⌀ | 14,6 |
|                        |      |      |      |      |      |      |      |      |      |      |      |      |   |      |
| Niederschlag (mm)      | 42   | 37   | 28   | 39   | 36   | 11   | 6    | 22   | 52   | 69   | 59   | 48   | Σ | 449  |
|                        |      |      |      |      |      |      |      |      |      |      |      |      |   |      |
| Sonnenstunden (h/d)    | 5,4  | 6,0  | 6,6  | 7,7  | 9,2  | 10,5 | 11,2 | 10,2 | 7,5  | 6,6  | 5,4  | 4,9  | ⌀ | 7,6  |
|                        |      |      |      |      |      |      |      |      |      |      |      |      |   |      |
| Regentage (d)          | 5,8  | 5,6  | 4,5  | 5,1  | 3,6  | 1,7  | 0,7  | 1,9  | 4,7  | 6,7  | 6,4  | 6,5  | Σ | 53,2 |
|                        |      |      |      |      |      |      |      |      |      |      |      |      |   |      |
| Wassertemperatur (°C)  | 14   | 13   | 14   | 15   | 17   | 21   | 24   | 25   | 24   | 21   | 18   | 15   | ⌀ | 18,4 |
|                        |      |      |      |      |      |      |      |      |      |      |      |      |   |      |
| Luftfeuchtigkeit (%)   | 73   | 72   | 70   | 68   | 69   | 69   | 68   | 70   | 72   | 74   | 74   | 74   | ⌀ | 71,1 |

| 8,3 |

| 8,4 |

| 9,6 |

| 11,7 |

| 15,1 |

| 18,9 |

| 21,9 |

| 22,5 |

| 19,9 |

| 16,6 |

| 12,3 |

| 9,7 |

| 8,3 |

| 8,4 |

| 9,6 |

| 11,7 |

| 15,1 |

| 18,9 |

| 21,9 |

| 22,5 |

| 19,9 |

| 16,6 |

| 12,3 |

| 9,7 |

Seit Beginn des 20. Jahrhunderts schwanken die Jahresmitteltemperaturen zwischen 16 °C und 19 °C.

## Bevölkerung

### Einwohner
Palma ist mit 431.521 Einwohnern (Stand: 2024) nach der Bevölkerungszahl die größte, mit 208,7 km² nach Llucmajor und Manacor von der Fläche her, die drittgrößte Gemeinde Mallorcas. Die Kernstadt hat 298.776 Einwohner (Stand 2008).
Das jährliche Bevölkerungswachstum von 2,5 % (Durchschnitt 2001–2008) ist vor allem durch die starke Zuwanderung von Ausländern bedingt. Als Folge ist insbesondere in den letzten Jahren der Anteil der Einheimischen zurückgegangen. Heute sind noch 52,1 % der Einwohner auf den Balearen gebürtig, davon 45,2 % aus Palma. 25,7 % der Einwohner sind im übrigen Spanien und 22,2 % im Ausland geboren.
Die Einwohner von Palma heißen katalanisch palmesà/palmesana (bzw. lokal ciutadà/ciutadana) und spanisch palmesano/palmesana.
Entwicklung der Einwohnerzahl:
Zwischen 1910 und 1920 steigt die Einwohnerzahl durch die Eingemeindung von Establiments.

### Nationalitäten
| Herkunft                | gemäß Staats- bürgerschaft (2008) | gemäß Geburtsland (2008) |
| ----------------------- | --------------------------------- | ------------------------ |
| EU-Bürger               | 87,6 %                            | 84,4 %                   |
| Spanier                 | 80,5 %                            | 77,8 %                   |
| Bulgaren                | 1,3 %                             | 1,3 %                    |
| Italiener               | 1,3 %                             | 0,4 %                    |
| Deutsche                | 1,2 %                             | 1,2 %                    |
| Rumänen                 | 0,8 %                             | 0,8 %                    |
| Briten                  | 0,6 %                             | 0,6 %                    |
| Franzosen               | 0,4 %                             | 0,7 %                    |
| Polen                   | 0,4 %                             | 0,4 %                    |
| sonstige Europäer       | 0,5 %                             | 0,7 %                    |
| Nord- und Südamerikaner | 8,4 %                             | 11,3 %                   |
| Ecuadorianer            | 1,7 %                             | 1,8 %                    |
| Argentinier             | 1,4 %                             | 2,8 %                    |
| Bolivianer              | 1,4 %                             | 1,4 %                    |
| Kolumbianer             | 1,3 %                             | 1,5 %                    |
| Afrikaner               | 2,5 %                             | 2,6 %                    |
| Marokkaner              | 0,9 %                             | 1,0 %                    |
| Nigerianer              | 0,6 %                             | 0,5 %                    |
| Asiaten                 | 1,0 %                             | 1,1 %                    |
| Chinesen                | 0,5 %                             | 0,5 %                    |

Der Ausländeranteil liegt bei 19,5 % (2008, nur Hauptwohnsitz) und ist stark steigend. Allein zwischen 2000 und 2008 hat sich die Ausländerzahl versechsfacht. Der Anteil der im Ausland geborenen Personen liegt bei 22,2 %, die meisten davon stammen aus Lateinamerika (11,3 %).
Entwicklung des Ausländeranteils:

## Geschichte

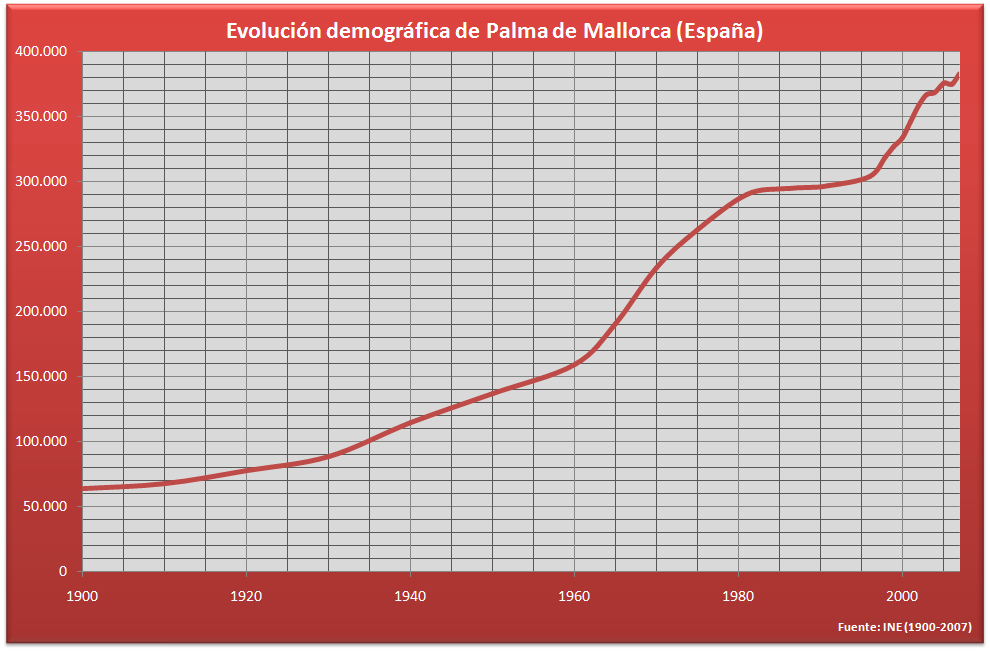
Einwohnerentwicklung seit 1900

Im Jahr 123 v. Chr. eroberte Quintus Caecilius Metellus mit seiner Flotte die seit 5000 v. Chr. (Talayot-Kultur) besiedelte Insel Mallorca. Als eine seiner ersten Amtshandlungen gründete der römische Konsul die Stadt Palma (damals unter dem Namen Palmaria Palmensis). Nach dem Untergang des Weströmischen Reichs im 4. Jahrhundert setzte der Niedergang der Stadt ein, der erst mit der Eroberung durch die Araber 903 gestoppt wurde. Sie bauten in Palma eine arabisch-islamische Kultur auf und wurden 1229 durch die christlichen Aragonier von der Insel vertrieben. Anschließend wurde das Königreich Mallorca gegründet (1276), das aber 1343 nach dem Aussterben der Herrscherlinie wieder zurück an das Haus Aragon fiel. Die Aragonier bauten die Stadt aus, unter anderem durch die Errichtung der Kathedrale La Seu und der Stadtbefestigung, sodass sie zu ihrer Blütezeit im 16. Jahrhundert etwa 40.000 Einwohner zählte. Gemeinsam mit Aragon kam Mallorca später zu Spanien, zu dem es bis heute gehört. Ein erneuter Aufschwung setzte zu Beginn des 20. Jahrhunderts ein, als viele Bauwerke im Stil des Modernisme entstanden. Im Spanischen Bürgerkrieg wurde die Stadt mehrmals aus der Luft angegriffen. Nachdem der erste Fliegerangriff bereits am 23. Juli 1936 stattgefunden hatte, wurde am 7. Oktober 1937 bei einem weiteren Luftangriff von 16 Flugzeugen unter anderem das Kloster San Jeroni getroffen. Beim schwersten Luftangriff auf die Stadt am 7. Dezember 1937 wurden sieben Menschen getötet und 40 verletzt, vor allem an der Puerta San Antonio und in der Calle Ferreria entstanden erhebliche Schäden.
In den 1960er Jahren begann der Massentourismus auf Mallorca, der der Stadt seitdem eine gute Wirtschaftsgrundlage bietet. Viele Einwohner fordern aber schon länger eine Begrenzung der Besucherzahlen.

### Ortsname
Anfang Oktober 2008 wurde der Zusatz „de Mallorca“ im Namen der Stadt und der Gemeinde Palma aus dem spanischen Kommunalregister gelöscht. Damit wurde ein aus dem Jahre 1998 datierender Antrag umgesetzt. Dies wurde von der Stadtregierung am 16. November 2011 zunächst wieder rückgängig gemacht. Seit dem 28. Januar 2016 lautet der Name erneut Palma.

## Kultur

### Sehenswürdigkeiten

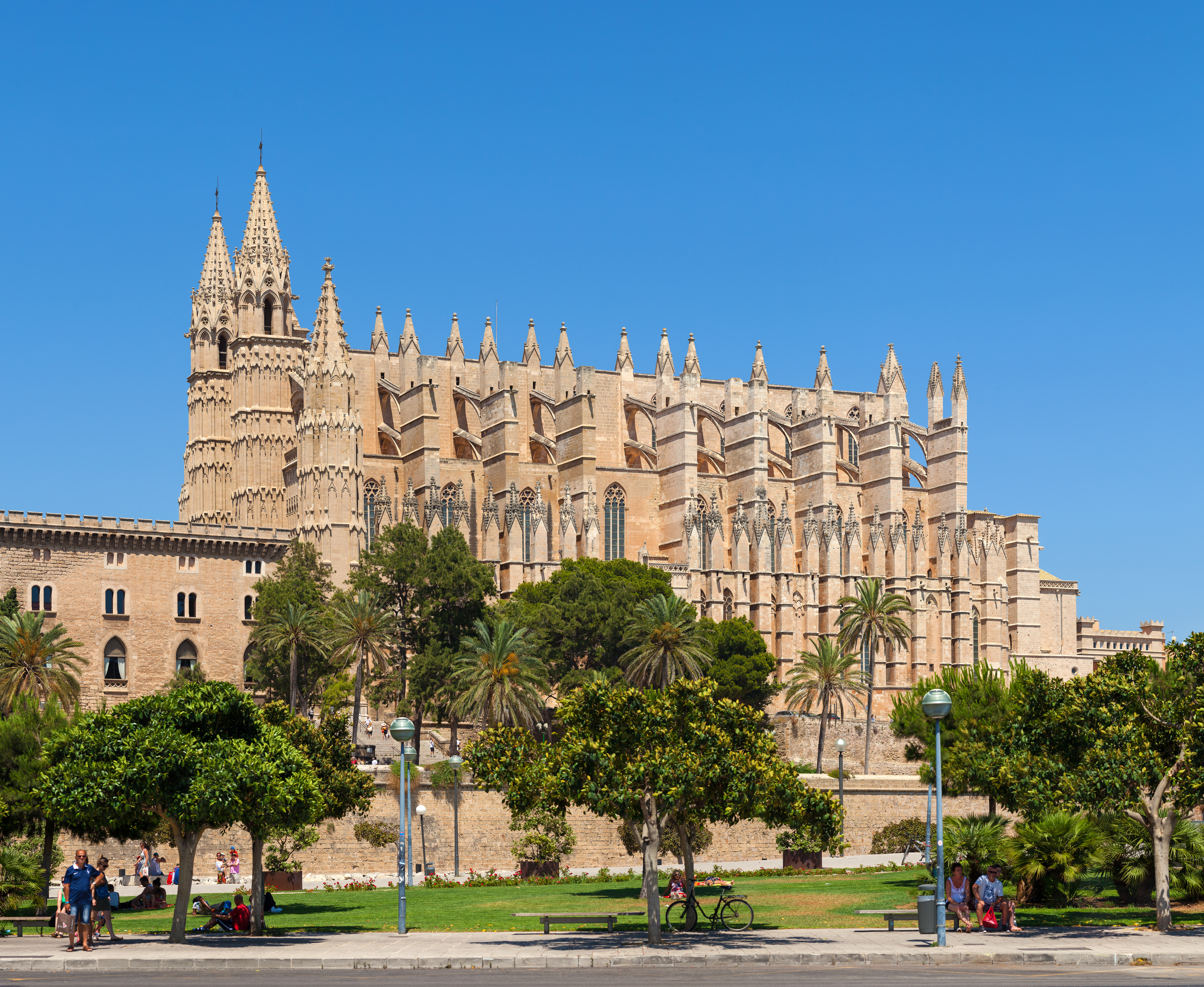
Kathedrale La Seu

Hauptsehenswürdigkeit ist die gotische Kathedrale La Seu im Süden der Altstadt, unweit der Küste. Darüber hinaus befinden sich in der Altstadt 31 weitere, größtenteils gotische Kirchen wie beispielsweise die Basilika Sant Francesc und die Kirche Santa Eulàlia. Neben der Kathedrale liegt der Palast, der dem König von Spanien als Residenz bei Besuchen auf den Balearen dient.

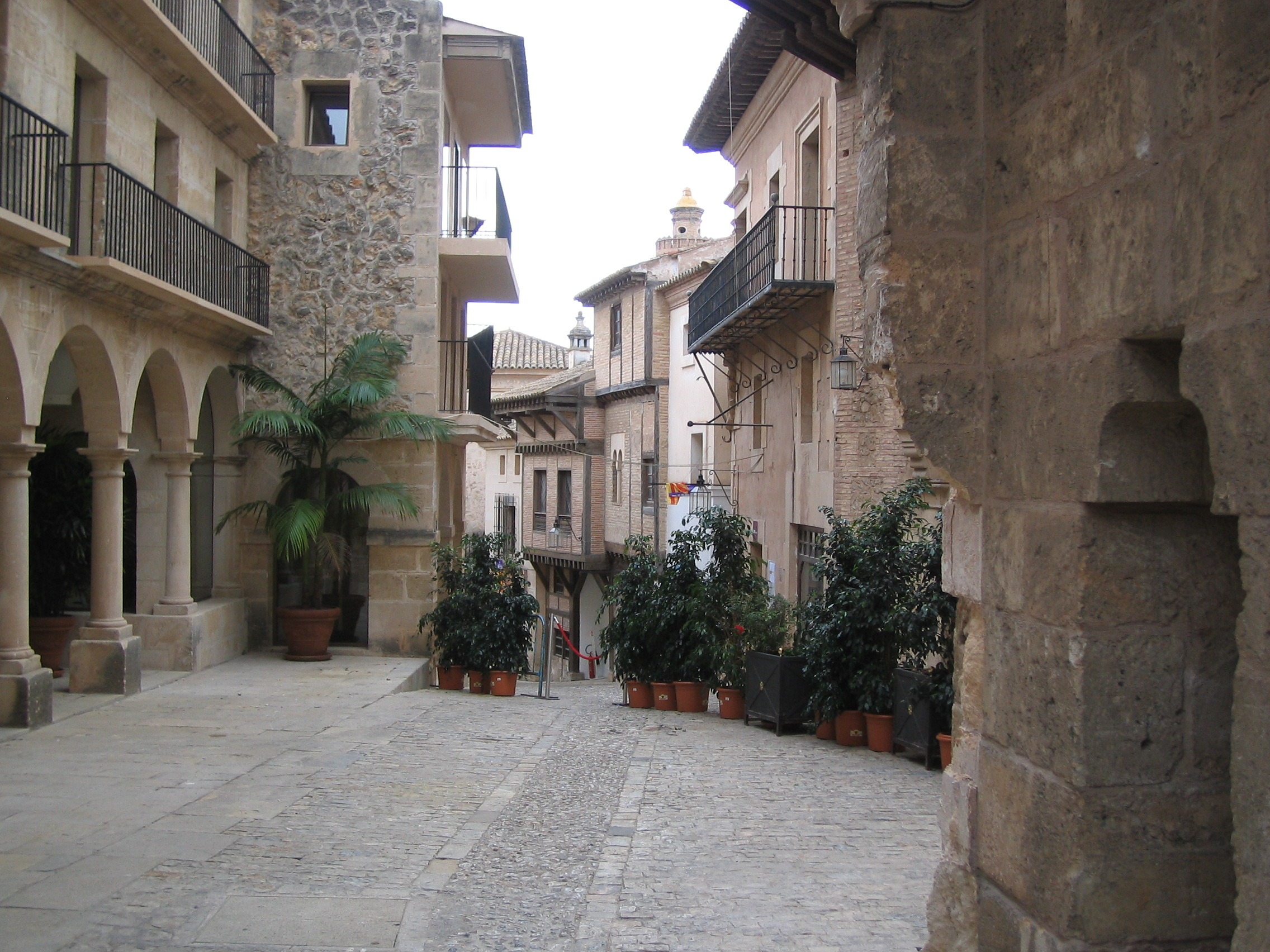
Eine Gasse im Pueblo Español

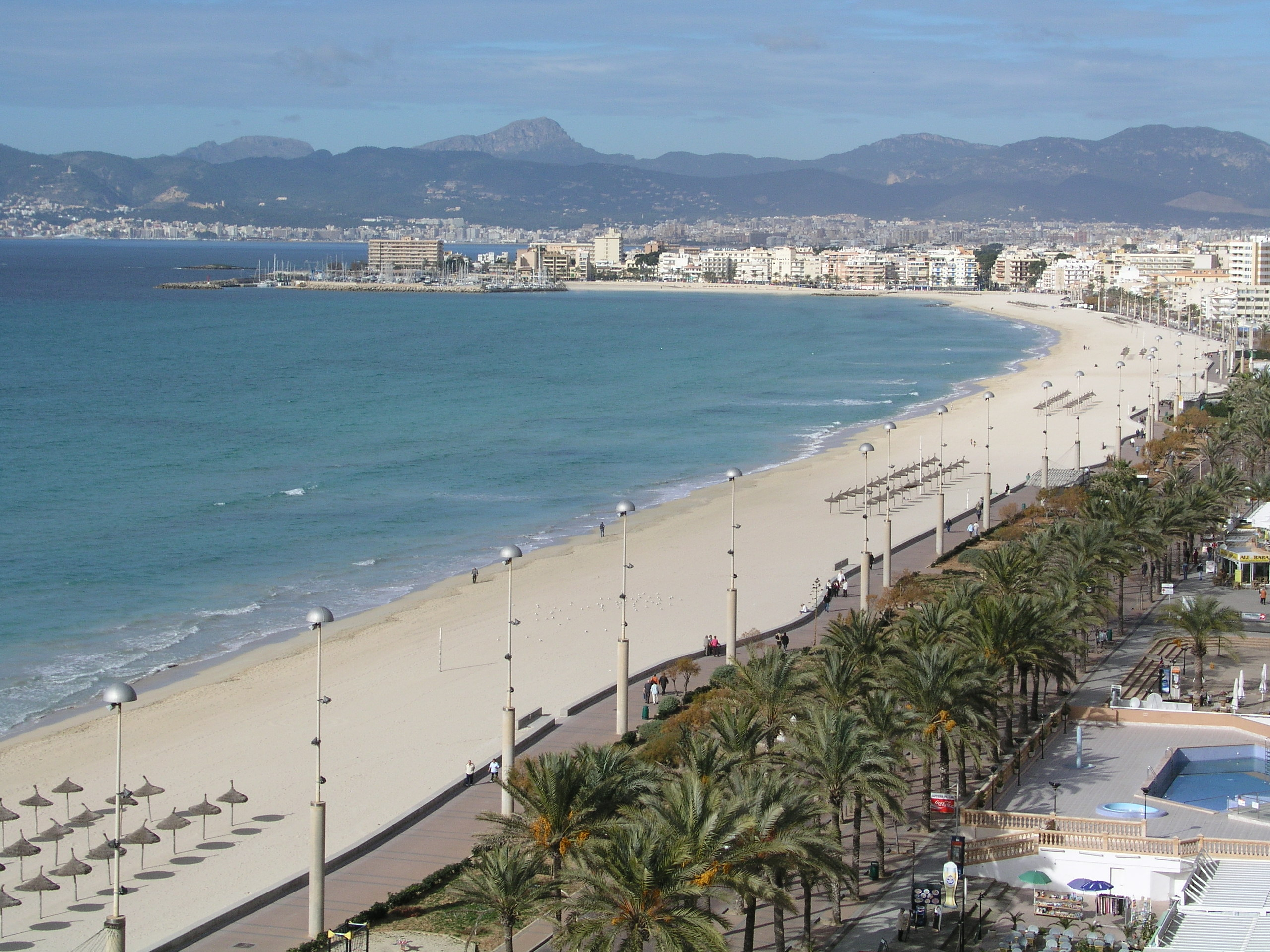
Platja de Palma

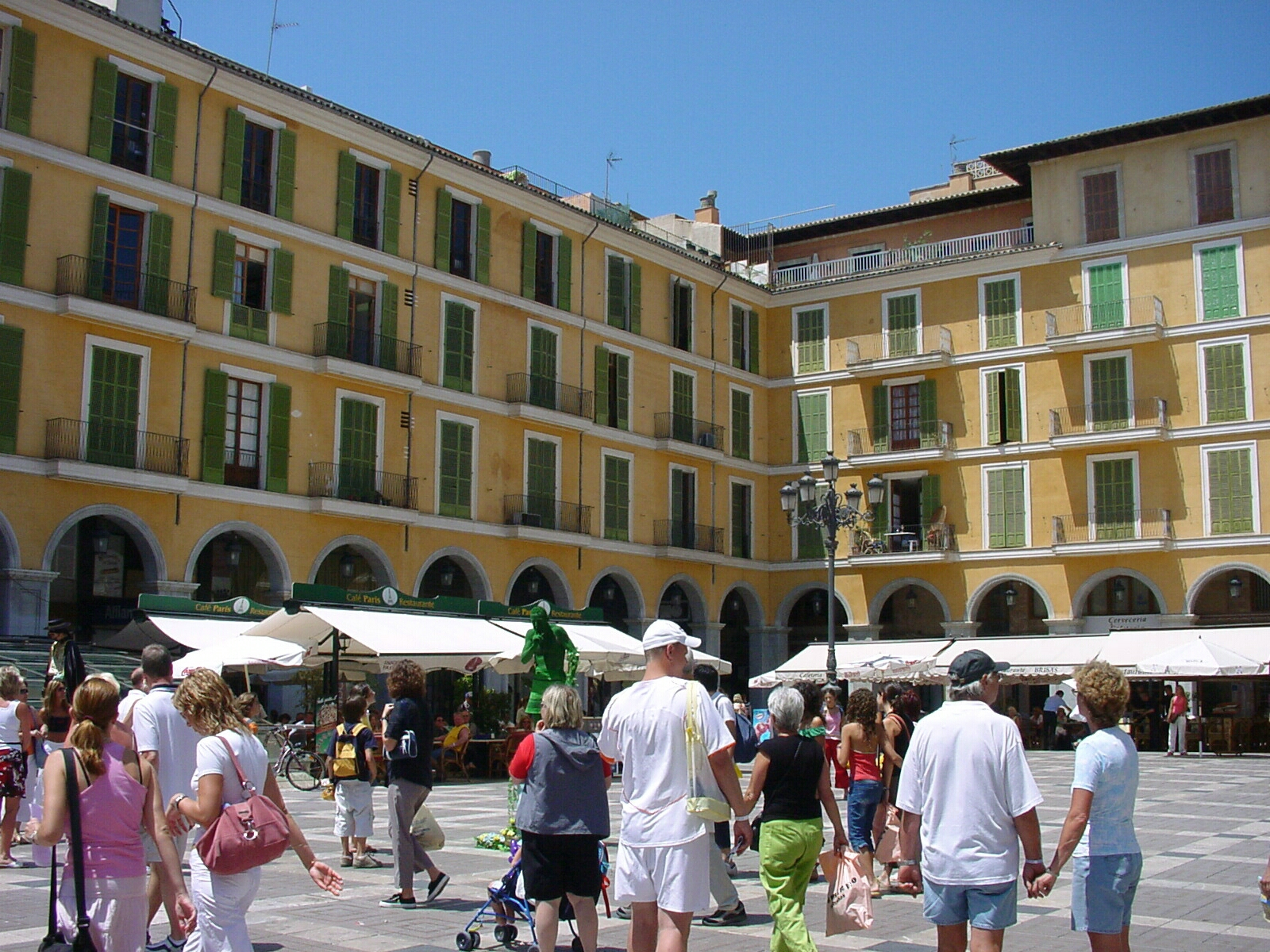
Plaça Major in Palma

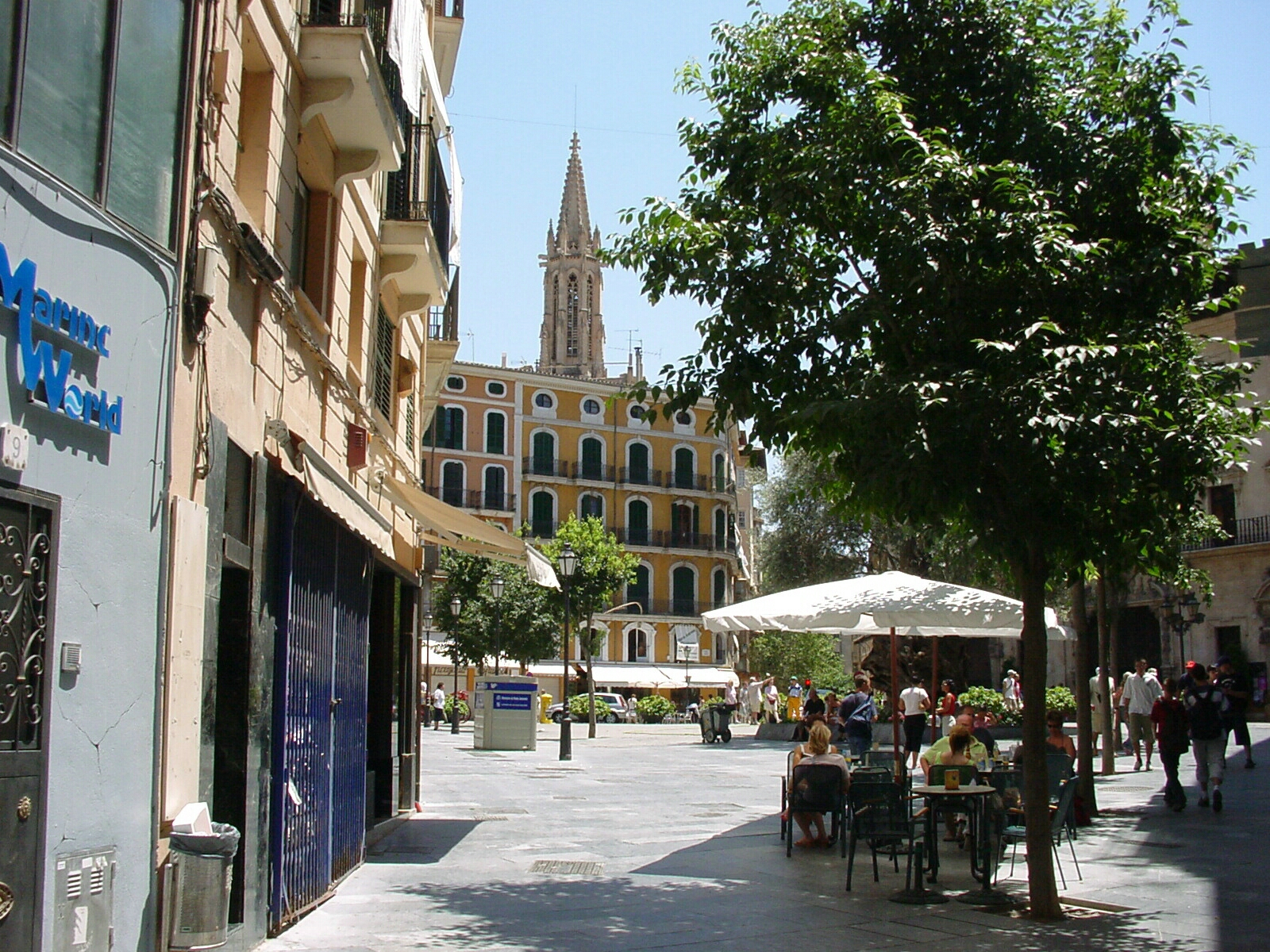
Plaça de Cort in Palma

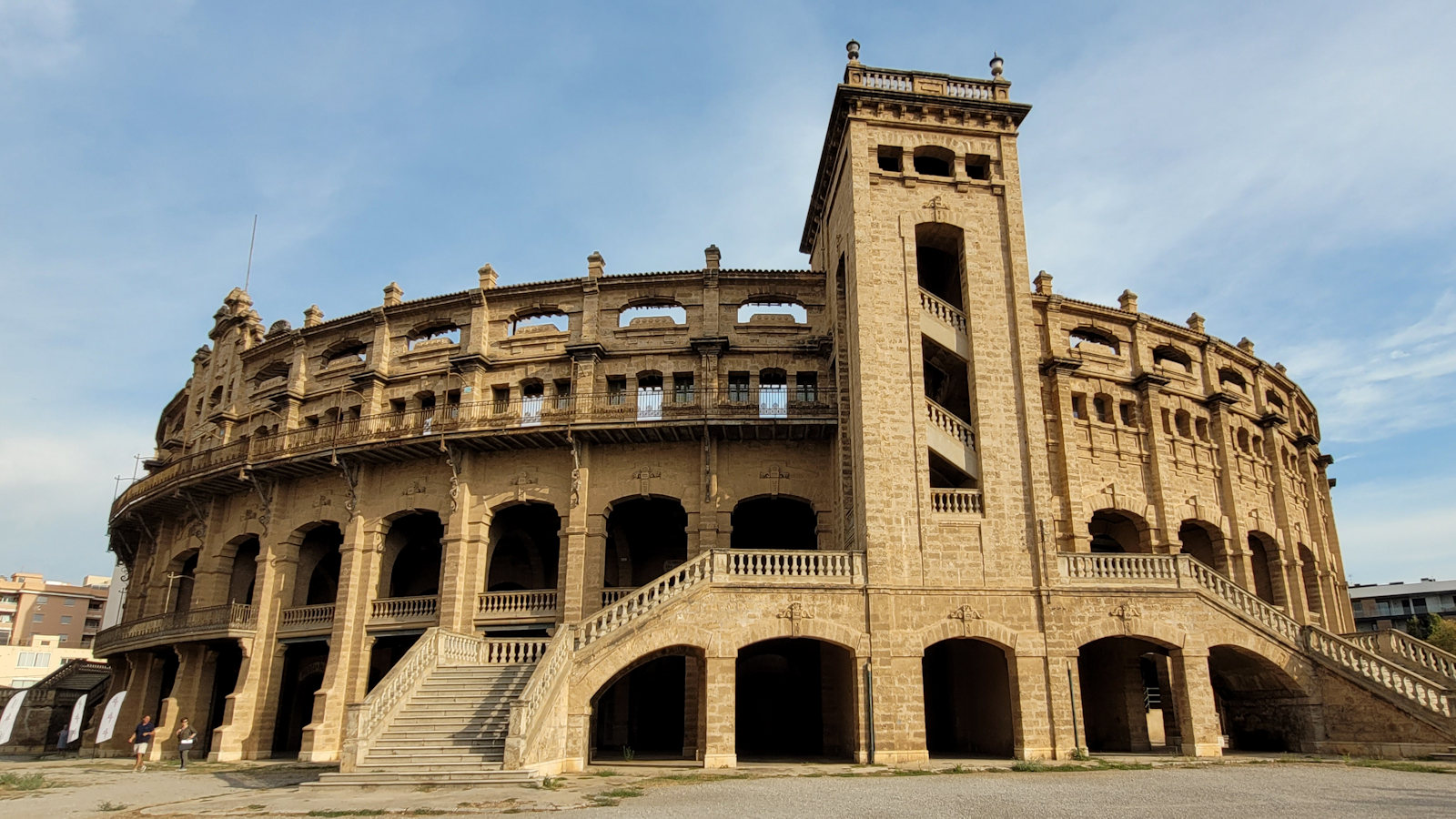
Colisseu Balear in Palma

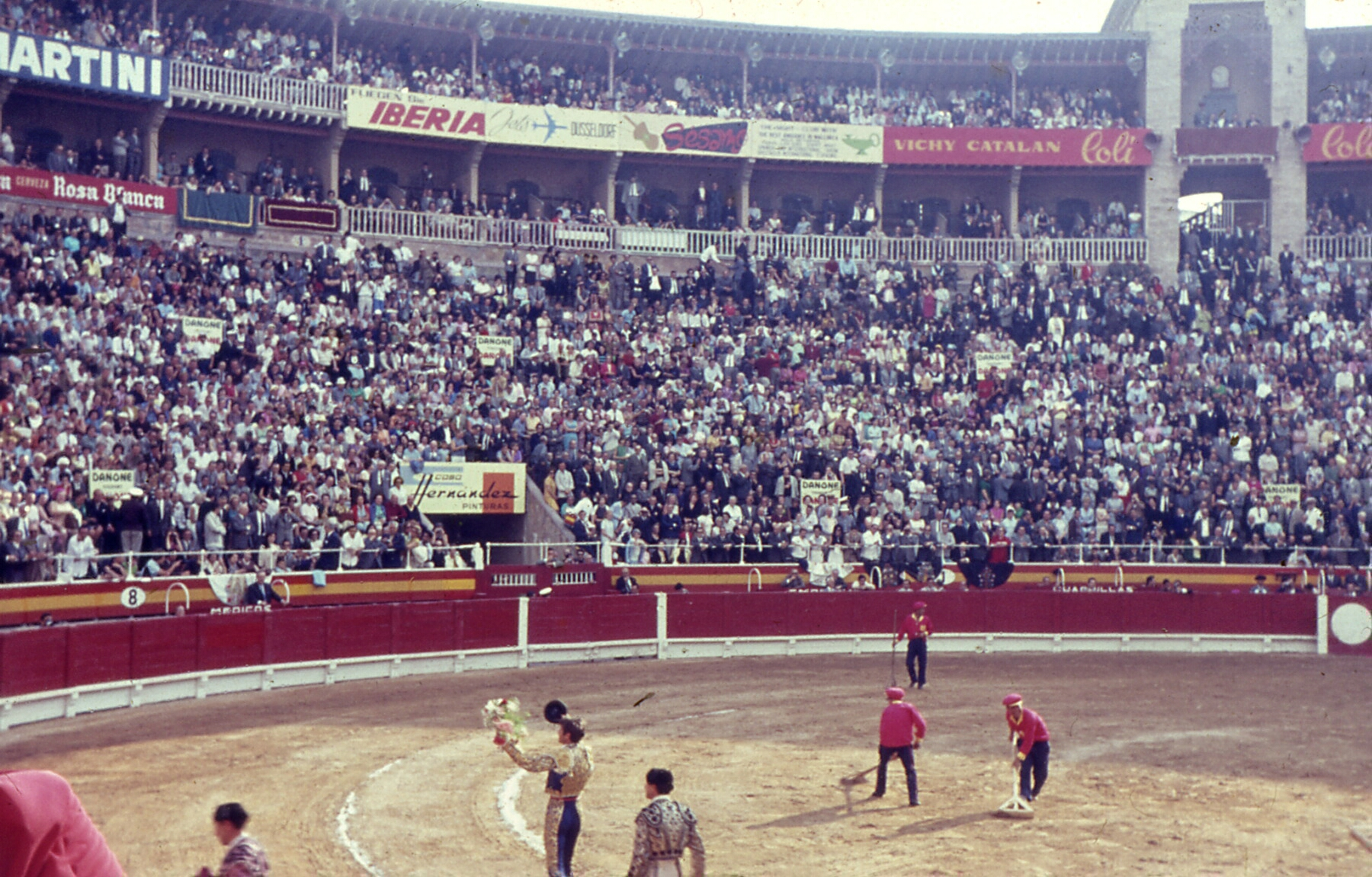
Stierkampf in Palma (1966)

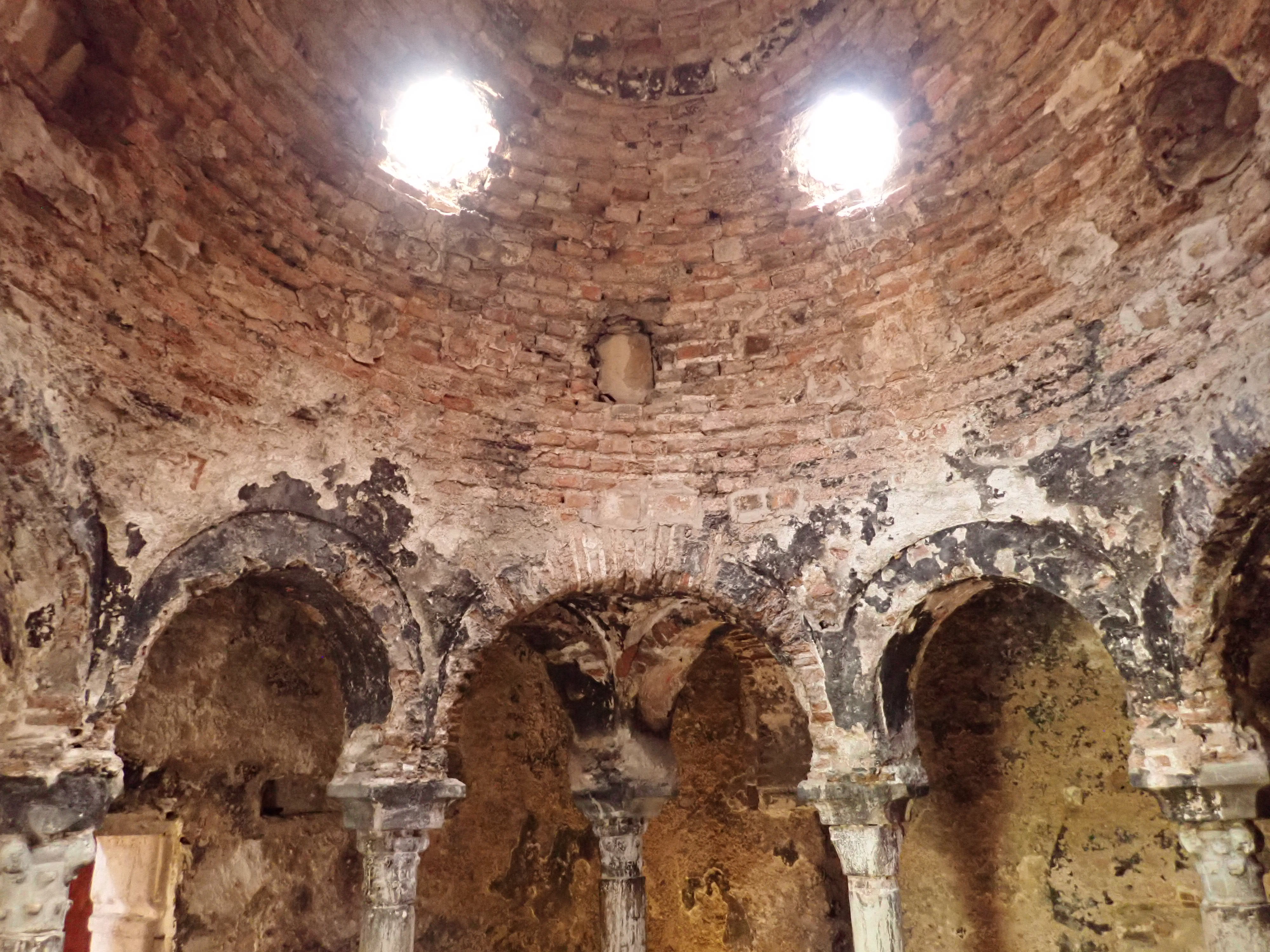
Banys Arabs in Palma auf Mallorca

Die Altstadt stellt eine stilistische Mischung aus spanisch-katalanischen und arabischen Einflüssen dar. Bekannt ist sie für ihre zahlreichen engen Gassen, die teilweise nur über Treppen miteinander verbunden sind. Dadurch ist die Altstadt größtenteils autofrei, sieht man von einigen Durchgangsstraßen ab. Ihr Mittelpunkt ist der Plaça Major. Am Plaça de Cort am Rathaus ist ein mehrhundertjähriger, besonders geschützter Olivenbaum zu finden. Die Arabischen Bäder (Banys Arabs) gehören zu den wenigen baulichen Resten aus arabischer Zeit.
Südwestlich und außerhalb der Altstadt über dem Hafen erhebt sich die mittelalterliche Burganlage Castell de Bellver.
Llotja de Palma liegt unweit vom Hafen und der Kathedrale. Es ist ein Meisterwerk örtlicher gotischer Architektur und war der ehemalige Sitz der Seehandelsbörse. Erbaut wurde es vom Architekten Guillem Sagrera aus Felanitx, der auch am Bau der gotischen Kathedrale La Seu beteiligt war.
Im Vorort Cala Major wirkte und starb der katalanische Maler Joan Miró. Im Haus seines Ateliers, wo neben dem Atelier auch ausgewählte Werke besichtigt werden können, ist heute der Sitz der Stiftung Fundació Pilar i Joan Miró a Mallorca untergebracht. In Palma gibt es daneben auch ein Museum für zeitgenössische Kunst, das Es Baluard.
Die Gemeinde Palma verfügt über 15 überwachte Badestrände, die als Balneario No. 1 bis 15 bezeichnet wurden. Die Strände befinden sich östlich des Stadtkerns im Ortsteil Platja de Palma auf dem Gebiet der Ortschaft S’Arenal. In der Nachbarschaft befinden sich viele Hotelanlagen, Restaurants, Bars und Diskotheken. Besonders in Deutschland ist der als Ballermann 6 bezeichnete Balneario No 6 bekannt.
Erlebenswert ist auch eine Fahrt mit der historischen Eisenbahn von Palma ins 27 km entfernte Port de Sóller. Die Linie, die von Ferrocarril de Sóller S.A. betrieben wird, wurde am 16. April 1912 eingeweiht. Die Strecke besteht aus zwei Abschnitten: dem hölzernen Zug, der Palma mit Sóller verbindet und einer ebenfalls hölzernen Straßenbahn von Sóller nach Port de Sóller.
Im Zentrum der Stadt befindet sich das historische jüdische Viertel von Palma: „Call Maior“. Einzelne Elemente des Viertels sind bis heute erhalten.

### Sport
In Palma finden alljährlich zwei große Marathon-Veranstaltungen statt. Im März startet jeweils der Ciutat-Marathon (Halbmarathon) und in jedem Oktober findet der große Mallorca-Marathon statt. Bekannte Sportvereine aus der Stadt sind der Volleyballverein Portol Drac Palma Mallorca, der Basketballverein Palma Air Europa, der Futsalverein Futsal Palma und der Fußballclub RCD Mallorca, dessen Heimstadion das Iberostar Estadi ist. Zudem finden in Palma wöchentlich Trabrennen auf der Trabrennbahn Son Pardo statt.

## Wirtschaft und Infrastruktur
Palma ist eine Dienstleistungsstadt. Dominierende Wirtschaftszweige sind Tourismus, Handel (Vermarktung der lokalen Agrarprodukte), Verwaltung und Verkehr (Hafen und Flughafen). Seit den 1970er Jahren dürfen sich auf dem Gebiet der Gemeinde Palma keine Industriebetriebe mehr ansiedeln, weshalb diese in die Gemeinden des nordöstlichen Hinterlandes abwanderten.

### Energieversorgung
- Liste der Kraftwerke auf den Balearischen Inseln
- Gasoducte Península-Illes Balears, Erdgas-Versorgung

### Verkehr

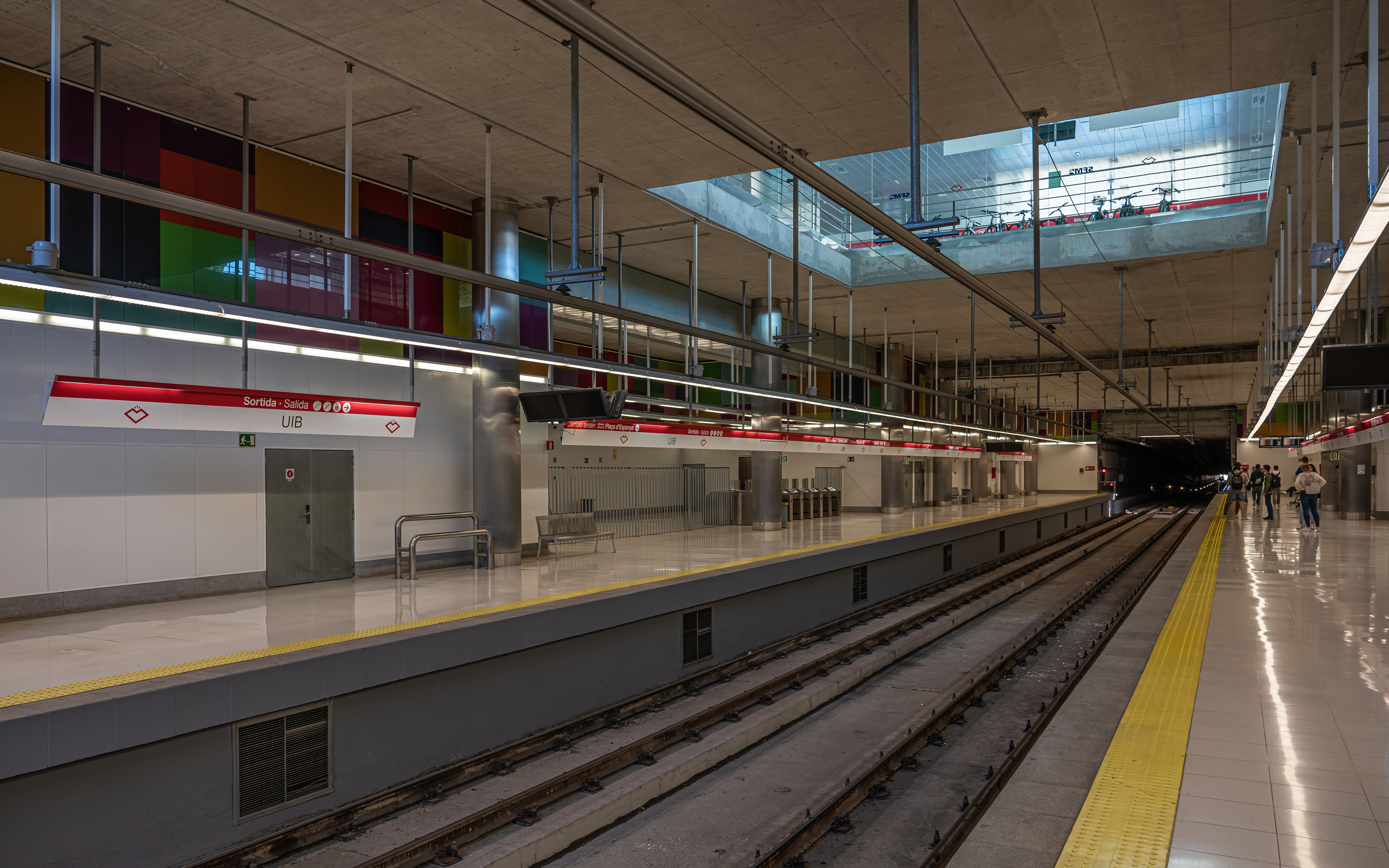
Metro-Station Universitat Illes Balears

Palma ist der Verkehrsknotenpunkt der Balearen. Straßen verbinden die Stadt mit allen Orten Mallorcas. Autobahnen führen nach Peguera im Westen (Ma-1), Alcúdia im Nordosten (Ma-13), Llucmajor im Südosten (Ma-19) und als Stadtautobahn um Palma (Ma-20). Eine Schnellstraße besteht nach Manacor im Osten (Ma-15).
Der öffentliche Verkehr auf der Insel besteht aus einem Busnetz und einigen Eisenbahnstrecken, die derzeit wieder erweitert werden. In der Stadt besteht ein dichtes Stadtbusnetz sowie die 2007 eröffnete Metro de Palma. Ab 1891 gab es in Palma eine Straßenbahn, die von der Sociedad Mallorquina de Tranvías betrieben wurde. Ab 1916 wurde sie elektrisch betrieben, die Linien jedoch 1959 wegen Unrentabilität stillgelegt. Rund 50 Jahre später plante man eine neue Straßenbahnstrecke: Die Tram Badia („Bucht-Straßenbahn“) sollte das Zentrum der Stadt am Plaça d’Espanya über Portitxol und Coll d’en Rabassa mit dem Flughafen verbinden. Für das Projekt wurden 207 Millionen Euro veranschlagt. Der Bau der 10,8 km langen Strecke sollte ursprünglich Ende 2011 beginnen. Die Realisierung des Projekts zieht sich jedoch hin.
Mit dem europäischen Festland ist Palma über Fährverbindungen in die Städte der spanischen Mittelmeerküste und den Flughafen Palma, von dem fast alle Flughäfen Europas angeflogen werden, verbunden. 2016 hatte der nach Madrid und Barcelona drittgrößte Flughafen Spaniens 26,2 Mio. Passagiere, was im deutschsprachigen Raum der Größenordnung nach zwischen den Flughäfen Zürich (2016: 27,6 Mio.) und Düsseldorf (2016: 23,5 Mio.) liegt.

### Medien
In Palma erscheinen mehrere spanische Printmedien, darunter die Tageszeitungen Ultima Hora (größte Auflage), El Mundo Balear, Diario de Mallorca, sowie eine Tageszeitung in katalanischer Sprache: dBalears – Diari de Balears. Ebenfalls täglich erscheint die englische Tageszeitung Majorca Daily Bulletin. Die zwei deutschsprachigen Wochenzeitungen Mallorca Magazin und Mallorca Zeitung versorgen Residenten, Urlauber und Reisende mit aktuellen und wichtigen Informationen.
Auch der deutschsprachige Sender Mallorca 95,8 Das Inselradio hat seinen Sitz in Palma. Mehr als 15 spanische und katalanische Radiosender bieten in Palma, auf der Insel Mallorca und den Balearen ein umfangreiches Programm.

### Ansässige Institutionen
Neben der Inselregierung der Balearen ist Palma Sitz des Bischofs von Mallorca und der Universität der Balearen. In Palma befindet sich auch eine deutsche Schule.

## Persönlichkeiten

### Söhne und Töchter der Stadt
- Ramon Llull (1232–1316), katalanischer Philosoph, Theologe und Logiker
- Francisco Guerau (1649–1722), Gitarrist, Sänger, Komponist und Priester
- Guillem Mesquida i Munar (1675–1747), Maler des Barock
- Juan José Pérez Hernández (≈1725–1775), Seefahrer und Entdecker
- Jordi Bosch (1739–1800), königlich-spanischer Hoforgelbauer
- Maria Pascuala Caro Sureda (1768–1827), Mathematikerin und Priorin
- Tomàs Aguiló i Forteza (1812–1884), Dichter, Schriftsteller und Journalist
- Miquel Victorià Amer i Homar (1824–1912), Dichter und Bibliophiler
- Antoni Ignasi Cervera (1825–1860), Journalist und Verleger
- Emili Pou y Bonet (1830–1888), Ingenieur und Hafen-Baumeister
- Valeriano Weyler y Nicolau (1838–1930), General und Gouverneur
- Ricardo Anckermann (1842–1907), Maler
- Eusebi Estada i Sureda (1843–1917), Ingenieur und Pionier des Verkehrswegebaus
- Francesco Uetam (1847–1913), Opernsänger (Bass)
- Joan Alcover i Maspons (1854–1926), Dichter und Politiker
- Gaspar Bennàssar i Moner (1869–1933), bedeutender Architekt der Stadt Palma
- Miguel Roca Cabanellas (1921–1992), römisch-katholischer Erzbischof
- José Llompart SJ (1930–2012), Jesuit, Rechtswissenschaftler und Hochschullehrer
- Arturo Pomar Salamanca (1931–2016), Schachmeister
- Bernat Pomar (1932–2011), Komponist und Violinist
- Rupert Ludwig Ferdinand zu Löwenstein-Wertheim-Freudenberg (1933–2014), deutsch-britischer Bankier
- Fernando Aínsa (1937–2019), spanisch-uruguayischer Schriftsteller
- Pere Morey i Severa (1941–2019), Autor
- Joan Ramon Bonet i Verdaguer (* 1944), Fotograf und Singer-Songwriter
- Maria del Mar Bonet (* 1947), Sängerin
- Carme Riera (* 1948), Schriftstellerin und Literaturwissenschaftlerin
- Carlos Mata (1949–2008), Künstler
- Agustí Fernández (* 1954), Pianist und Komponist
- Jaume Matas (* 1954), Politiker
- Miguel Ángel Velasco (1963–2010), Schriftsteller
- Rossy de Palma (* 1964), Schauspielerin
- Bernardí Roig (* 1965), Bildhauer und Multimediakünstler
- DJ Sammy (* 1969), DJ und Musikproduzent
- Antonio Tauler (* 1974), Radrennfahrer
- Carlos Moyá (* 1976), Tennisspieler
- Llucia Ramis (* 1977), Journalistin und Schriftstellerin
- David Muntaner (* 1983), Radsporttrainer und Radrennfahrer
- Rudy Fernández (* 1985), Basketballspieler
- Juanan (* 1987), Fußballspieler
- Jorge Lorenzo (* 1987), Motorradrennfahrer
- Alfonso Artabe (* 1988), Fußballspieler
- Miquel Julià Perello (* 1988), Automobilrennfahrer
- Margalida Crespí (* 1990), Synchronschwimmerin
- Vicky Luengo (* 1990), Schauspielerin
- Caridad Jerez (* 1991), Hürdensprinterin
- Luis Salom (1991–2016), Motorradrennfahrer
- Alejandro Abrines Redondo (* 1993), Basketballspieler
- Rels B (* 1993), Rapper, Songwriter und Musikproduzent
- Marco Asensio (* 1996), Fußballspieler
- Xavier Cañellas (* 1997), Radsportler
- Joan Mir (* 1997), Motorradrennfahrer
- Yurani Blanco (* 1998), Radrennfahrerin
- Patricia Guijarro (* 1998), Fußballspielerin
- Hugo González (* 1999), Schwimmer
- Monchu (* 1999), Fußballspieler
- Mateu Morey (* 2000), Fußballspieler
- Marvin Park (* 2000), spanisch-nigerianischer Fußballspieler
- Daniela García (* 2001), Mittelstreckenläuferin
- José Luis Pérez González (* 2001), Motorradrennfahrer
- Lorenzo Fluxá (* 2004), Autorennfahrer
- Izan Guevara (* 2004), Motorradrennfahrer

### Persönlichkeiten, die in der Stadt gewirkt haben

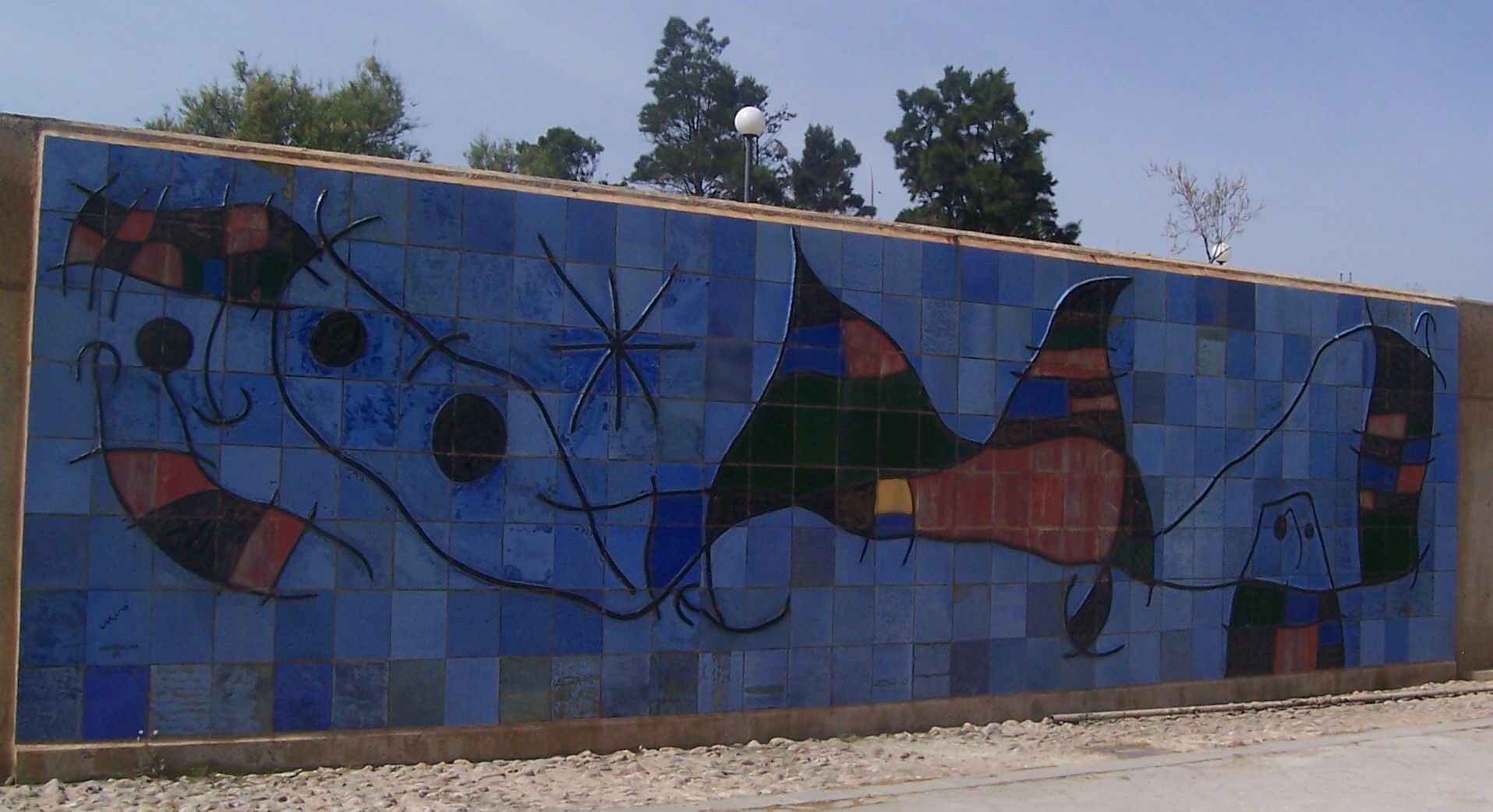
Keramikwand Mirós (1983) in Palma, nahe der Kathedrale

- Avram Cresques (um 1325–1387), Kartograf
- Jehuda Cresques (um 1350–1427), Kartograf
- Guillem Sagrera (um 1420–1440), Bildhauer und Architekt der Gotik
- Joan Miró (1893–1983), Maler und Bildhauer
- Josep Maria Quadrado i Nieto (um 1820–1896), Historiker, Schriftsteller und Publizist
- Béla Just (1906–1954), exilungarischer Schriftsteller